# Харитонов, Леонид Владимирович
Леони́д Влади́мирович Харито́нов (19 мая 1930, Ленинград — 20 июня 1987, Москва) — советский актёр театра и кино, заслуженный артист РСФСР (1972). Член КПСС с 1961 года.
Наиболее известен по художественным фильмам «Солдат Иван Бровкин», «Иван Бровкин на целине» и «Улица полна неожиданностей». Один из самых популярных актёров советского кино 1950-х годов.

## Биография
Леонид Харитонов родился 19 мая 1930 года в Ленинграде. Мать работала врачом, отец — инженером. Младший брат — актёр Виктор Харитонов.
После школы поступил на юридический факультет Ленинградского университета. Через год решил посвятить себя актёрской карьере, о которой мечтал с детства. Поступил в Школу-студию им. В. И. Немировича-Данченко при МХАТ, которую окончил в 1954 году (мастерская С. К. Блинникова и Г. А. Герасимова). В 1954—1962 и с 1968 — артист МХАТ имени М. Горького, в 1962—1968 — Театра имени Ленинского Комсомола и МДТ имени А. С. Пушкина.
Первая же роль в кино в фильме «Школа мужества» принесла Леониду Харитонову славу. Он снялся в нём ещё будучи студентом, в 1954 году. В Школе-студии существовало твёрдое правило: студенты, снимающиеся в кино, автоматически исключались из этого заведения. Поэтому перед съёмками фильма Харитонов отказался от предложения режиссёра Владимира Басова. Но в Школу-студию пришло официальное письмо из ЦК ВЛКСМ, и руководство разрешило студенту Леониду Харитонову принять участие в съёмках фильма «Школа мужества».
Через год на экраны страны вышел фильм «Солдат Иван Бровкин», после которого молодой актёр стал кумиром поколения. За несколько лет вышло около десяти картин с Харитоновым в главной роли. Он создал образ нового социального героя — доброго, скромного, обаятельного и «слегка непутёвого». Персонажи Харитонова не только воспитывали, но и веселили, за что актёра любили зрители всех поколений.
С возрастом Харитонов всё меньше появлялся на экране. В эпизоде фильма Владимира Меньшова «Москва слезам не верит» сыграл самого себя.

### Последние годы жизни, болезнь и смерть
В последние годы жизни Харитонов тяжело болел. Летом 1980 года перенёс первый инсульт. Снялся в эпизоде фильма «Чародеи». 4 июля 1983 года последовал второй инсульт. Летом 1987 года художественный руководитель МХАТа Олег Ефремов в резкой форме предложил Харитонову уйти из театра, был пущен слух о якобы психическом заболевании актёра.

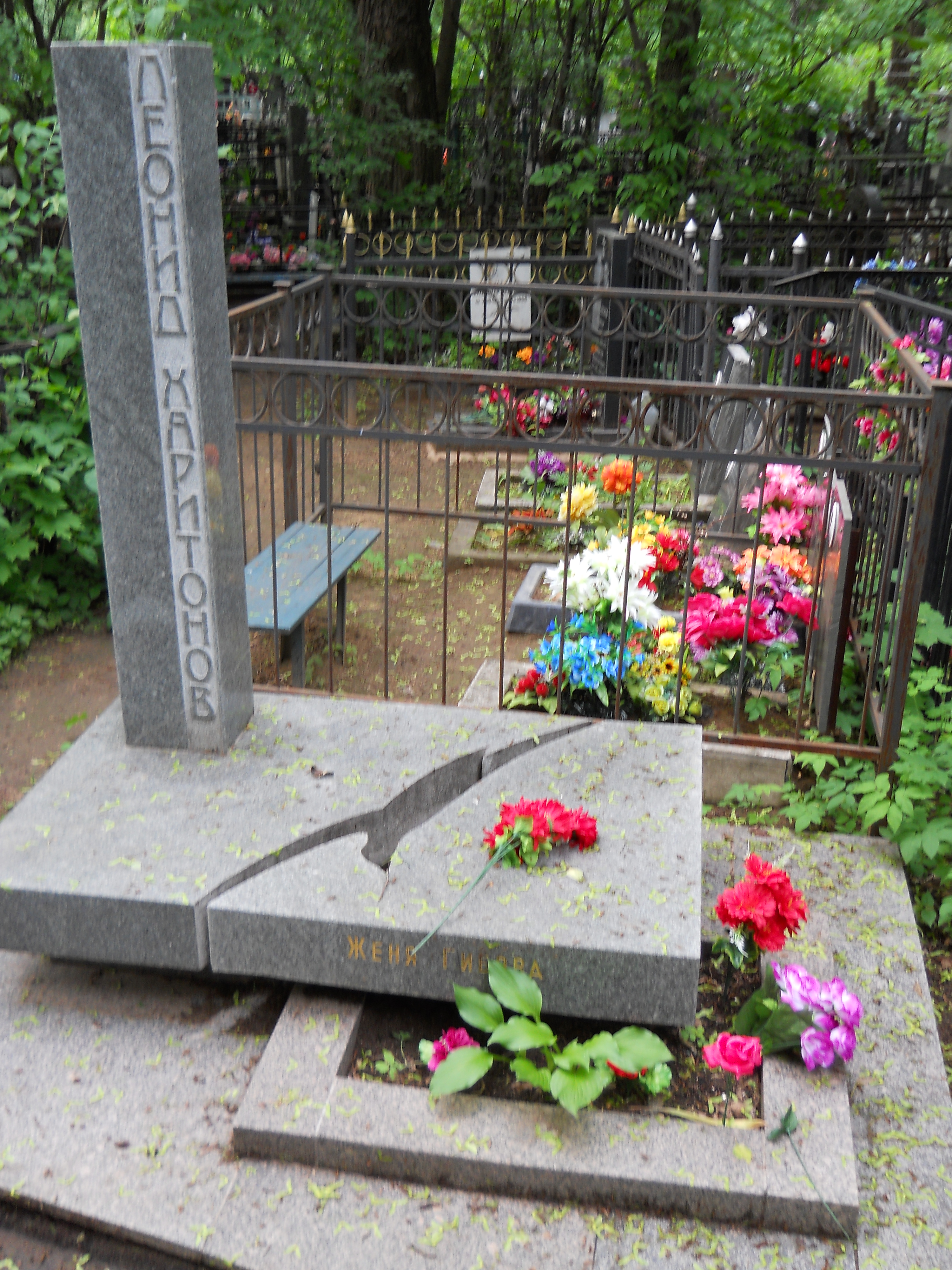
Могила актёра на Ваганьковском кладбище.

20 июня 1987 года, в день разделения театра на две части, у Харитонова случился третий инсульт, в результате которого в тот же день он скончался на 58-м году жизни. Похоронен в Москве на Ваганьковском кладбище (50-й участок). Надгробие с надписью «Леонид Харитонов» представляет собой камень с разломом в виде МХАТовской чайки, символизирующим раскол МХАТа.

## Личная жизнь
Харитонов был женат трижды. Первой его женой стала сокурсница Светлана Сорокина (1932—2012). Они поженились на третьем курсе и прожили вместе 6 лет. Светлана Харитонова, оставившая фамилию мужа, служила в Театре киноактёра, потом в Театре сатиры, в 1950—1960-е годы снималась в кино, была популярной характерной актрисой, исполняя роли второго плана.
Со второй женой, актрисой Джеммой Осмоловской (1938—2019), Харитонов познакомился на съёмках кинокомедии «Улица полна неожиданностей». Брак продлился 7 лет. У них родился сын Алексей, ныне — учёный-программист. Есть внучка Катя.
Третьей женой актёра стала Евгения Гибова (1942—2004), его студентка в Школе-студии МХАТа.

## Фильмография
- 1954 — Школа мужества — Борис Гориков
- 1955 — Васёк Трубачёв и его товарищи — Митя Бурцев, пионервожатый
- 1955 — Солдат Иван Бровкин — Иван Романович Бровкин, призывник
- 1955 — Сын — Андрей Горяев
- 1956 — В добрый час! — Андрей Аверин
- 1957 — Отряд Трубачёва сражается — Митя Бурцев
- 1957 — Улица полна неожиданностей — Василий Шанешкин, сержант милиции
- 1957 — Рядом с нами — рабочий (нет в титрах)
- 1958 — Иван Бровкин на целине — Иван Романович Бровкин, целинник-бригадир
- 1960 — Пусть светит — Ефимка
- 1961 — Длинный день — Лёша, экскаваторщик
- 1962 — Голубой огонёк-1962 — гость
- 1962 — Как рождаются тосты — Гречкин
- 1962 — Капроновые сети — Валентин (Валька), капитан речного буксира «Лебедь»
- 1963 — Аптекарша — Лёнька
- 1963 — Большой фитиль — дуэлянт
- 1964 — Всё для вас — Воробушкин, финансист
- 1967 — Места тут тихие — военный моряк на полярном аэродроме
- 1968 — Огонь, вода и… медные трубы — царь Федул VI
- 1968 — В гостях у московской милиции — милиционер
- 1969 — Похищение — артист Харитонов (камео)
- 1971 — Факир на час — Трофим, муж Васильевны, швейцар и электромонтёр
- 1972 — Записки Пиквикского клуба — Джо, сонный слуга
- 1973—1983 — Вечный зов — Егор Кузьмич Дедюхин, командир танкового экипажа
- 1977 — Инкогнито из Петербурга — Пётр Иванович Добчинский, городской помещик
- 1978 — Случайные пассажиры — попутчик с комбикормом
- 1979 — Москва слезам не верит — Харитонов (камео)
- 1979 — Несколько дней из жизни И. И. Обломова — Лука Саввич, гость у Обломовых
- 1979 — Отец и сын — Дорофейка
- 1979 — Суета сует — Яков Андреевич, отец Василия
- 1980 — Дом на Лесной — Богомолов, начальник подпольной типографии
- 1980 — Жиголо и Жиголетта — мужчина на танцплощадке (нет в титрах)
- 1981 — Брелок с секретом — Овидий Митрофанович Полосатиков
- 1981—1982 — Россия молодая — Лонгинов (в титрах 1-й серии не указан)
- 1982 — Там, на неведомых дорожках… — царь Макар
- 1982 — Чародеи — Пётр Петрович Аматин, директор фабрики музыкальных инструментов
- 1983 — Аукцион — Егорыч, конюх
- 1983 — Из жизни начальника уголовного розыска — дед Степана
- 1983 — Карантин — военный в зоопарке, майор
- 1985 — Багратион — генерал
- 1986 — Хорошо сидим! — мужчина с арбузом из встречного поезда
- 1986 — Посторонним вход разрешён — сосед профессора

## Озвучивание мультфильмов
- 1969 — В стране невыученных уроков — кот Кузя

## Радиоспектакли
- «Забытые свидетели» (1975)
- «Кола Брюньон» (1975)
- «Мир хижинам, война дворцам» (1967)
- «На графских развалинах» (1958)
- «Сказка о хитрой куме-лисе» (1979)
- «Счастливец Баркер» (1957)
- «Ученик дьявола» (1958)

## Программы и фильмы о Леониде Харитонове
- Программа Леонида Филатова «Чтобы помнили» (1993, телеканал «ОРТ»)[7].
- «Пёстрая лента. Леонид Харитонов. Солнечный мальчик» (2004, «Первый канал»).
- «Драма Ивана Бровкина» (2006, телеканал «Россия»)[8].
- «Как уходили кумиры. Леонид Харитонов» (2007, телеканал ДТВ)[9].
- «Легенды мирового кино. Леонид Харитонов» (2007, телеканал «Культура»)[10].
- «Невероятные истории любви. Леонид Харитонов» (2012, телеканал «СТБ»)[11].
- «Леонид Харитонов. Падение звезды» (2013, «Первый канал»)[12].
- «Ленинград. Люди и судьбы. Леонид Харитонов» (2013, телеканал «100ТВ»).
- «Леонид Харитонов. Отвергнутый кумир» (2017, телеканал «ТВ Центр»)[13].
- «Раскрывая тайны звёзд. Леонид Харитонов» (2018, телеканал «Москва Доверие»)[14].
- «Последний день. Леонид Харитонов» (2020, телеканал «Звезда»)[15].

## Признание и награды
- Заслуженный артист РСФСР (1972)